# الدوري اليوناني 1959–60
الدوري اليوناني لكرة القدم 1959–60 (باليونانية: Α΄ Εθνική ποδοσφαίρου ανδρών 1959-1960)‏ هو موسم الدوري اليوناني لكرة القدم. أقيم خلال الفترة 25 أكتوبر 1959 وحتى 31 يوليو 1960، والذي يشرف على تنظيمه الاتحاد الإغريقي لكرة القدم، وكان عدد الأندية المشاركة فيه  16، وفاز فيه باناثينايكوس بعد أن لعب 30 مباراة وفاز بـ 22 منها.

## نتائج الموسم
| المركز | فريق         | لعب | ف  | ت | خ | له | عليه | ف.أ | نقاط | ملاحظة |
| ------ | ------------ | --- | -- | - | - | -- | ---- | --- | ---- | ------ |
| 1      | باناثينايكوس | 30  | 22 | 5 | 3 | 59 | 20   | +39 |      |        |